# Jadwiga Piłsudska
Jadwiga Piłsudska-Jaraczewska (28. února 1920 Varšava – 16 listopadu 2014 Varšava) byla polská pilotka, která během druhé světové války sloužila v Air Transport Auxiliary. Byla jednou ze dvou dcer polského státníka Józefa Piłsudského.

## Život a kariéra
V roce 1937 začala létat na kluzácích a získala pilotní licenci. V roce 1939 absolvovala střední školu a rozhodla se pro studium leteckého inženýrství na Varšavské polytechnice.
V září 1939 bylo Polsko napadeno Německem, což vyvolalo druhou světovou válku, a její rodina si uvědomila, že za daných okolností by bylo rozumné zemi okamžitě opustit. Jadwiga Piłsudska uprchla se svou matkou a starší sestrou Wandou do Litvy a nakonec se dostala do Spojeného království. V roce 1940 pokračovala ve studiu architektury na Newnham College, Univerzity v Cambridgi.
Později získala pilotní licenci a v červenci 1942 nastoupila k Air Transport Auxiliary. Létala na neozbrojených vojenských letadlech válečné Británie a byla spolu s Annou Leskou a litevskou Polkou Barbarou Wojtulanisovou jednou z několika Polek, které sloužily jako válečné pilotky v Británii.
V letech 1944 až 1946 si vzala dovolenou, aby se stala studentkou na Polské škole architektury, na Polské univerzitě v zahraničí (se sídlem v Liverpoolské univerzitě) a poté v letech 1946 až 1948 na Liverpool Town Planning Course.
V roce 1944 se provdala za poručíka polského námořnictva Andrzeje Jaraczewského. Měla dvě děti: syna Christophera Josepha (v polštině Krzysztof Józef) a dceru Jane Mary (v polštině Joanna Maria), která se později provdala za polského politika Janusze Onyszkiewicze.
Od roku 1948 pracovala jako architektka pro London City Council, než se svým manželem založili vlastní firmu na design nábytku.
Kvůli komunistickému převratu v Polsku zůstala po válce v Anglii jako politická emigrantka. Nikdy nepřijala britské občanství a používala Nansenův pas, platný pro všechny země světa kromě Polska.
V roce 1977 se s manželem zúčastnila stříbrného jubilea Alžběty II. na palubě lodi na řece Temži. V roce 1990, po pádu komunistické vlády, se vrátila do Polska a žila ve Varšavě.